# Župna crkva Dobrog Pastira u Zagrebu
Župna crkva Dobrog Pastira katolička je crkva koja se nalazi u gradskoj četvrti Sesvete u zagrebačkom naselju Brestje. Crkva je građena od 1992. do 1998. godine, a opremana je do 2002. godine. U svibnju 2004. godine posvetio ju je zagrebački nadbiskup kardinal Josip Bozanić.

## Povijest i arhitektura
Crkva je građena prema projektu arhitekta Aleksandra Bašića iz 1991. godine. Smještena je u naselju u kojem prevladavaju obiteljske kuće te je oblikovanjem i položajem prepoznatljiv urbani znak u užemu urbanističkom kontekstu. Pred crkvom je formiran velik pristupni trg jakog privatnog karaktera koji je od okoline odvojen ogradom.  U crkvu se ulazi s pristupnog trga, te je ulaz naglašen ulaznim trijemom.
Crkva ima longitudinalno usmjerenje. Svetište je izdignuto u odnosu na prostor vjernika, a u njegovom se središtu nalazi oltar. Lijevo od oltara nalazi se ambon, a desno je smješteno samostojeće svetohranište. Desno od svetišta, u prstoru vjernika je krstionica. Desno od prostora vjernika nalazi se kapelica koje se može samostalno koristiti. Kor za pjevače smješten je iznad ulaza.
Liturgijska dvorana ima dimenzije 22 x 27 x 13 m, a zvonik je visok 26 m. Na zvoniku se nalazi križ od 12 m. Crkva ima tri zvona koja su posvećena Majci Božjoj, svetom Josipu i svetom Antunu, koja su u funkciji od 1. siječnja 2000. godine.
Na oltaru se nalazi slika Dobrog Pastira koju je izradio prof. Marijan Jakubin, dok je veliko raspelo izradio Mladen Iveković. Orgulje su porijeklom iz Passaua, a obnovljene su i blagoslovljene u svibnju 2002. godine.
Na trgu ispred crkve nalaze se klupe i kip bl. Alojzija Stepinca koji je rad kipara Ante Jurkića.

## Galerija
- Pogled na crkvu s pristupnog trga te kip bl. Alojzija Stepinca
- Pogled na crkvu
- Pogled na oltar s ulaza u crkvu
- Oltar i slika prof. Marjana Jakubina
- Unutrašnjost crkve
- Kor i orgulje iznad ulaza u crkvu